# Oshkosh
Pour les articles homonymes, voir Oshkosh (homonymie).
Oshkosh est une ville de l'État du Wisconsin (États-Unis), située à l'endroit où les eaux de la rivière Fox se jettent dans le lac Winnebago dans le comté de Winnebago. Lors du recensement de 2010, la ville a une population de 66 083 habitants.

## Histoire
Oshkosh a été nommé d'après un chef Menominee appelé « Os-kosh », qui signifie « griffe ». Les premiers résidents européens datent de 1818. Oshkosh est devenue une ville en 1853 et avait une population de près de 2 800 habitants.

## Géographie
D'après le United States Census Bureau, la ville a une superficie de 63,2 km2. 61,2 km2 sont des terres et 2 km2, soit 3,20 %, sont de l'eau.

## Démographie
| Groupe            | Oshkosh | Wisconsin | États-Unis |
| ----------------- | ------- | --------- | ---------- |
| Blancs            | 90,5    | 86,2      | 72,4       |
| Asiatiques        | 3,2     | 2,3       | 4,8        |
| Afro-Américains   | 3,1     | 6,3       | 12,6       |
| Métis             | 1,7     | 1,8       | 2,9        |
| Autres            | 0,8     | 2,4       | 6,2        |
| Amérindiens       | 0,8     | 1,0       | 0,9        |
| Total             | 100     | 100       | 100        |
|                   |         |           |            |
| Latino-Américains | 2,7     | 5,9       | 16,7       |

Selon l'American Community Survey, pour la période 2011-2015, 94,95 % de la population âgée de plus de 5 ans déclare parler anglais à la maison, alors que 1,47 % déclare parler l'espagnol, 1,36 % une langue hmong, 0,51 % l'allemand et 1,71 % une autre langue.

## Université
L'université du Wisconsin à Oshkosh se trouve au bord de la Rivière Fox.

## Événement

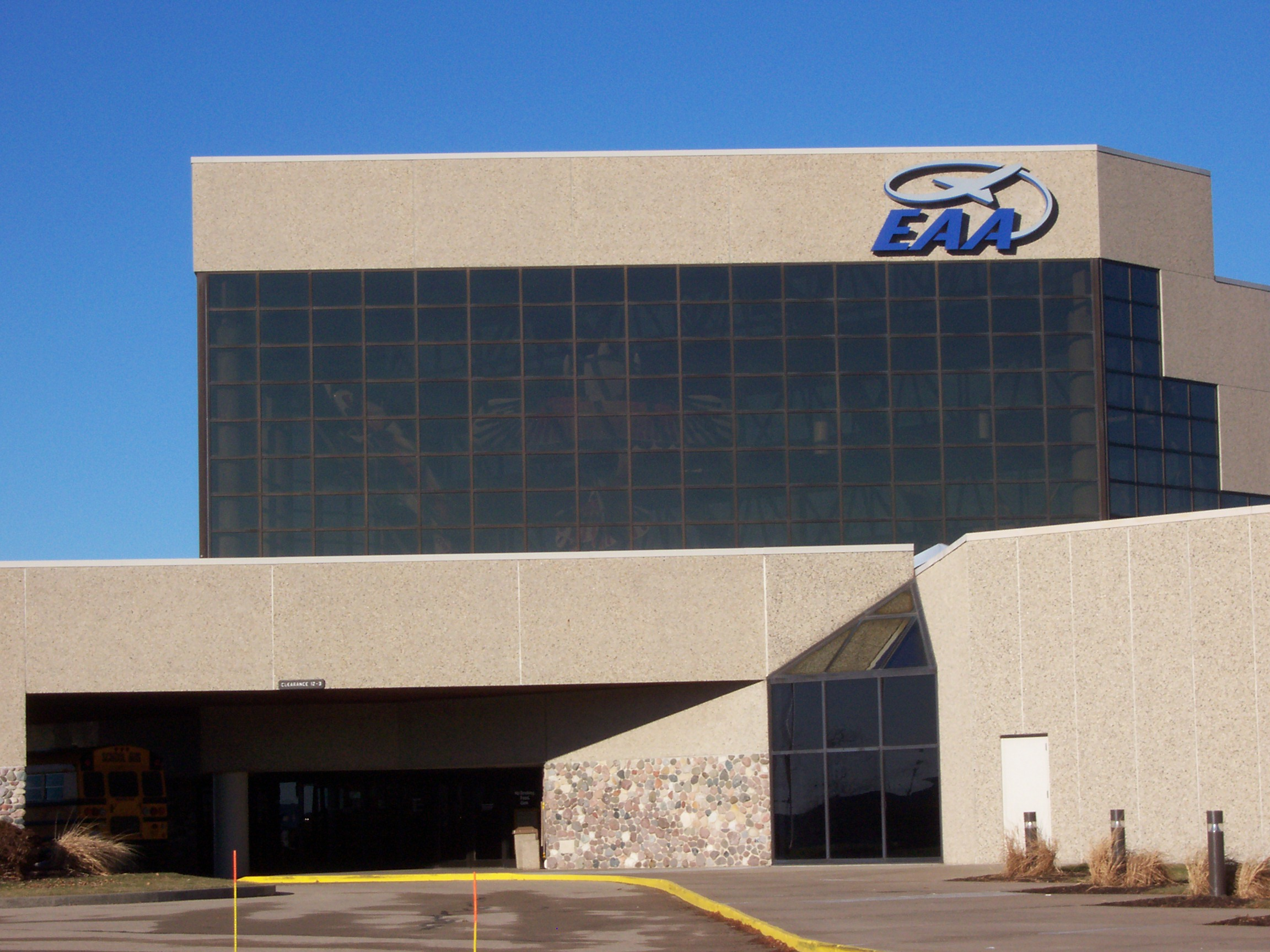
Musée de l'EAA

L'Experimental Aircraft Association implanté dans cette ville organise un grand meeting aérien annuel sur l'aéroport de la ville (qui s'appelle AirVenture) où se trouve également le musée de l'aviation de cette association.

## Sports
La ville accueille depuis 2017 la franchise de basket-ball du Herd du Wisconsin évoluant en G-League et affiliée à la franchise NBA des Bucks de Milwaukee.

## Résidents notables
- Gabriel Bouck (en), procureur général du Wisconsin
- Helen Farnsworth Mears, sculptrice
- Lewis Hine, photographe
- Billy Hoeft (en), joueur de baseball dans la Ligue majeure de baseball
- Kevin B. MacDonald, professeur de psychologie
- Janet Dempsey Steiger, homme politique
- Kathie Sullivan, chanteuse
- Hornswoggle, catcheur
- Tyrese Haliburton, joueur de basket-ball NBA